# Hans Klein (Politiker, 1931)

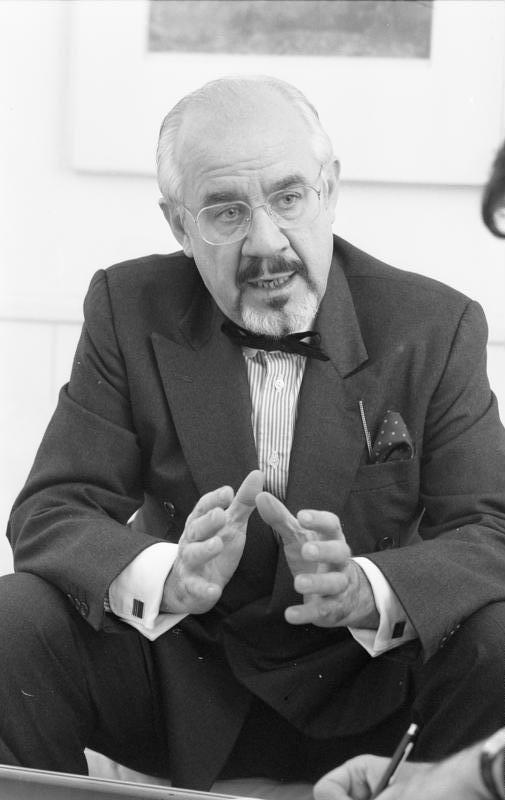
Hans Klein während eines Interviews am 15. Januar 1990 in Bonn

Hans „Johnny“ Klein (* 11. Juli 1931 in Mährisch Schönberg, Tschechoslowakei; † 26. November 1996 in Bonn, Deutschland) war ein deutscher Journalist und Politiker (CSU).
Er war Mitglied des Bundestages (Landesliste Bayern), von 1987 bis 1989 Bundesminister für wirtschaftliche Zusammenarbeit, von 1989 bis 1990 als Bundesminister für besondere Aufgaben, Leiter des Presse- und Informationsamtes der Bundesregierung und von 1990 bis zu seinem Tode Vizepräsident des Deutschen Bundestages.

## Leben und Beruf
Klein kam 1945 als Heimatvertriebener aus dem Sudetenland nach Heidenheim an der Brenz, wo er die Volks- und Realschule besuchte.
Nach der Mittleren Reife absolvierte Klein eine Schriftsetzerlehre sowie ein Zeitungsvolontariat. 1950 erhielt er ein Stipendium für die Fächer Volkswirtschaftslehre und Geschichte am Cooperative College der Universität Leicester in England. Von 1953 bis 1959 war er als Journalist tätig; bis 1956 als Redakteur bei der Heidenheimer Zeitung, daraufhin als Bonner Korrespondent der Nachrichtenagentur DIMITAG (bis 1958) bzw. des Hamburger Abendblatts. 1959 trat er in den Auswärtigen Dienst ein. Er war in dieser Zeit bis 1964 als Presseattaché an den deutschen Botschaften in Jordanien, Syrien, Irak und Indonesien eingesetzt. 1965 wurde er pressepolitischer Referent bei Bundeskanzler Ludwig Erhard. Ab 1968 fungierte er als Pressechef der Olympischen Sommerspiele 1972. Seit 1972 war er als freier Journalist tätig. 1976 verfasste er als Ghostwriter Erhards Memoiren Erfahrungen für die Zukunft. Meine Kanzlerzeit, die dann erst 2024 erschienen. 1990 kandidierte er für den Posten des Münchner Oberbürgermeisters, unterlag jedoch bereits im ersten Wahlgang dem Amtsinhaber Georg Kronawitter deutlich.
Klein lebte in München. Am 7. November 1996 erlitt er während einer Fahrt mit dem Nachtzug von München nach Bonn einen Herzinfarkt, in dessen Folge er trotz unverzüglicher ärztlicher Versorgung ins Koma fiel und am 26. November 1996 verstarb.
Klein war verheiratet und hatte drei Kinder. Seine Grabstätte befindet sich auf dem Friedhof Bernau am Chiemsee.

## Parteizugehörigkeit
Seit 1972 war er Mitglied der CSU.

## Abgeordneter
Klein war von 1976 bis zu seinem Tode Mitglied des Deutschen Bundestages. Er gewann 1976 und 1987 ein Direktmandat im Wahlkreis München-Mitte und zog bei den Wahlen von 1980, 1983, 1990 und 1994 über die Landesliste der CSU in den Bundestag ein. Hier war er von 1982 bis 1987 außenpolitischer Sprecher der CDU/CSU-Bundestagsfraktion.

## Öffentliche Ämter

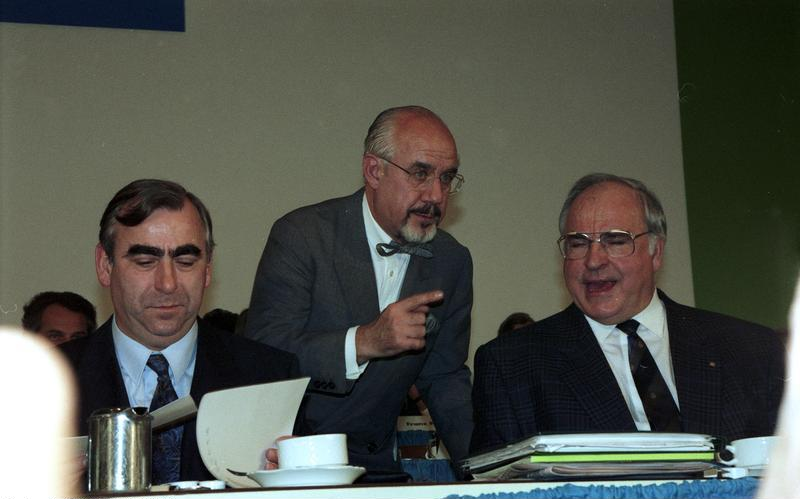
Hans Klein zwischen Theo Waigel und Helmut Kohl am 18. November 1989 auf dem CSU-Parteitag in München

Nach der Bundestagswahl 1987 wurde er am 12. März 1987 als Bundesminister für wirtschaftliche Zusammenarbeit in die von Bundeskanzler Helmut Kohl geführte Bundesregierung berufen. Nach der Kabinettsumbildung im Frühjahr 1989 übernahm er am 21. April 1989 im Range eines Bundesministers für besondere Aufgaben die Leitung des Presse- und Informationsamtes der Bundesregierung. Nach der Bundestagswahl 1990 schied er im Dezember 1990 aus der Bundesregierung aus und übernahm bis zu seinem Tode das Amt eines Vizepräsidenten des Deutschen Bundestages.
Als Sprecher der Bundesregierung vertrat Bundesminister Klein die Ansicht, die Angehörigen der Waffen-SS hätten schlicht geglaubt, ihr Vaterland verteidigen zu müssen. Die in einem Interview mit der Boulevard-Zeitschrift Quick am 2. Mai 1989 geäußerte Meinung wiederholte er bei der nächsten Pressekonferenz. Dies löste zwei Anträge von den Fraktionen der SPD und der Grünen aus, die im Wesentlichen eine Missbilligung von Kleins Äußerungen durch den Bundestag erwarteten. Die Debatte darüber wurde am 15. Juni 1989 im Plenum geführt. Klein entschuldigte sich dabei nicht; die Anträge der Opposition wurden in nicht-namentlicher Abstimmung abgelehnt.

## Sonstiges
1971 war er als NOK-Pressechef in Kurt Wilhelms Fernsehkomödie Olympia-Olympia neben Beppo Brem, Joachim Fuchsberger und Helga Anders zu sehen.

## Ehrungen
Seit 2002 ist eine Straße im Münchner Stadtteil Sendling nach ihm benannt.
Klein war Träger des Bundesverdienstkreuzes, des Bayerischen Verdienstordens und zahlreicher ausländischer Orden.